# Lista de prefeitos de São Miguel do Gostoso
Esta é a lista de prefeitos de São Miguel do Gostoso, município brasileiro do estado do Rio Grande do Norte.
Todos os ex-prefeitos do município estão vivos.
| Nº | Prefeito (Nascimento–Falecimento)                             | Partido | Início de mandato     | Fim de mandato         | Vice-prefeito                         | Observações                     |
| --- | ------------------------------------------------------------- | ------- | --------------------- | ---------------------- | ------------------------------------- | ------------------------------- |
| Elevado à categoria de município e distrito com a denominação de São Miguel de Touros, pela lei estadual nº 6.452, de 16 de julho de 1993. |                                                               |         |                       |                        |                                       |                                 |
| Prefeito de São Miguel de Touros |                                                               |         |                       |                        |                                       |                                 |
| 1 | João Wilson Teixeira Neri (data de nascimento não encontrada) | PMDB    | 1º de janeiro de 1997 | 5 de maio de 2001      | não encontrado                        | Prefeito e vice eleitos         |
| 1 | João Wilson Teixeira Neri (data de nascimento não encontrada) | PMDB    | 1º de janeiro de 1997 | 5 de maio de 2001      | não encontrado                        | Prefeito reeleito e vice eleito |
| Pela lei estadual nº 9.992, de 5 de maio de 2001, o município de São Miguel de Touros passou a denominar-se São Miguel do Gostoso.         |                                                               |         |                       |                        |                                       |                                 |
| Prefeitos de São Miguel do Gostoso |                                                               |         |                       |                        |                                       |                                 |
| 1 | João Wilson Teixeira Neri (data de nascimento não encontrada) | PMDB    | 5 de maio de 2001     | 31 de dezembro de 2004 | não encontrado                        | Prefeito reeleito e vice eleito |
| 2 | Miguel Rodrigues Teixeira (Touros, 22.09.1962)                | PPS     | 1º de janeiro de 2005 | 31 de dezembro de 2012 | Aroldo Alves da Cruz                  | Prefeito e vice eleitos         |
| 2 | Miguel Rodrigues Teixeira (Touros, 22.09.1962)                | PPS     | 1º de janeiro de 2005 | 31 de dezembro de 2012 | Maria de Fátima Tertulino Dantas Neri | Prefeito reeleito e vice eleito |
| 3 | Maria de Fátima Tertulino Dantas Neri (Natal, 23.10.1967)     | PMDB    | 1º de janeiro de 2013 | 31 de dezembro de 2016 | Paulo Roberto de Oliveira Lopes       | Prefeita e vice eleitos         |
| 4 | José Renato Teixeira de Souza (Touros, 08.04.1979)            | PSD     | 1º de janeiro de 2017 | 31 de dezembro de 2024 | Azenate da Câmara Cruz                | Prefeito e vice eleitos         |
| 4 | José Renato Teixeira de Souza (Touros, 08.04.1979)            | PSD     | 1º de janeiro de 2017 | 31 de dezembro de 2024 | João Eudes Rodrigues da Silva         | Prefeito reeleito e vice eleito |
| 5 | Leonardo Teixeira da Cunha (Natal, 23.02.1992)                | PSD     | 1º de janeiro de 2025 | até a atualidade       | João Eudes Rodrigues da Silva         | Prefeito eleito e vice reeleito |